# Le Zizi de Ike
Le Zizi de Ike (Ike's Wee Wee en version originale) est le troisième épisode de la deuxième saison de la série animée South Park.

## Synopsis
Kyle apprend que ses parents veulent faire circoncire son frère. Pendant ce temps, M. Mackey découvre la drogue.

## Commentaire
Trey Parker et Matt Stone dans le commentaire audio de cet épisode, le but n'était pas de sacraliser la drogue mais au contraire de montrer les problèmes qu'elle cause, qu'il est possible de se sortir de son addiction et mener une vie normale par la suite.